# Antonia Vitz
Antonia Vitz (* 10. September 1975 in Schwandorf, Oberpfalz) ist eine deutsche Autorin.

## Leben
Antonia Vitz wurde in Schwandorf in der Oberpfalz (Bayern) geboren und ging dort zur Schule. Nach dem Abitur machte sie bei IBM das Diplom zur Betriebswirtin (BA) in der Fachrichtung Wirtschaftsinformatik und wohnte insgesamt elf Jahre im Raum Stuttgart. Heute lebt sie wieder in ihrem Heimatort in Bayern.
2019 erschien ihr Debütroman Nerventee. Für den 2022 erschienenen Roman DrahtseilTakt – Jack Blackbird in Katzbrück wurde von Songwriter und Gitarrist Daniel Gumo Reiss das Musikalbum Black Bird komponiert, das jedes Kapitel des Romans in einem Musikstück wiedergibt.
Gastsänger waren Oliver Hartmann, Michael Bormann, Ina Morgan und Hubi Hofmann.
Neben ihrer schriftstellerischen Tätigkeit ist Antonia Vitz zusammen mit Musiker Daniel Gumo Reiss und dem Programm „Fast (k)eine Lesung“ in Deutschland und Österreich auf Tour.

## Publikationen
- Nerventee Verlag Tinte & Feder, Luxemburg 2019, ISBN 978-3-949448-07-2
- Servus Aleikum – Urlaub mit Sepp Eigenverlag, Dresden 2020, ISBN 978-3-949448-00-3
- Schlamassel in Katzbrück Sista, Steinberg am See 2021, ISBN 978-3-949448-04-1
- Drahtseiltakt – Jack Blackbird in Katzbrück Pinguletta Verlag, Keltern 2022, ISBN 978-3-948063-37-5
- Sakra, ein Chakra – Sepp und der Achtsamkeitskurs Independent Published 2023, ISBN 978-3-949448-09-6
- Feiertage – Mit Sepp durch die Weihnachtszeit Independent Published 2023, ISBN 978-3-949448-12-6
- Gescheidhaferl Sepp ist nicht zu stoppen Independent Published 2024, ISBN 978-3-949448-13-3
- Wird schon schiefgehen – Sepp gibt Gas Independent Published 2025 ISBN 978-3-949448-16-4